# Kostel svaté Kateřiny (Muhu)
Kostel svaté Kateřiny v Muhu (estonsky Muhu Katariina kirik) stojí v centru vesnice Liiva na ostrově Muhu v kraji Saaremaa v Estonsku. Kostel náleží k estonské evangelicko-luteránské církvi.
Kostel je od roku 1999 zapsán v seznamu kulturních památek Estonska pod číslem 21007.

## Historie
První kostel byl pravděpodobně dřevěný postavený v 13. století. První písemné zmínky pocházejí z roku 1267, zakladatelem byl mistr Livonského řádu Otto von Lutterberg. Úzká okna v okapové straně kostela podporují předpoklad, že kostel byl stavěn jako obranný kostel a byl zasvěcen svaté Kateřině Alexandrijské. Kolem roku 1663 byla ke kostelu přistavěná dřevěná věž. Kostel vyhořel v roce 1941. V letech 1957–1958 byla obnovena šindelová střecha. V roce 1993 byl kostel renovován, na západním průčelí byla postavena stříška, která chrání kostelní zvon. Kostel byl v květnu 1994 znovu vysvěcen.

## Popis
Jednolodní orientovaná zděná stavba zakončená čtyřbokým závěrem. Kněžiště je od lodi odděleno vítězným obloukem a je užší a nižší než loď. Vítězný oblouk má gotické zakončení. Střecha je trojhřebenová sedlová. Chybí věž a sakristie. Loď má rozměr 24×8 m, kněžiště 8,5×7 m. Ke kněžišti je přistavěný na průčelní straně čtyřboký výklenek (apsida). Okapní strany kostela měly prolomena vysoká okna ukončena gotickým obloukem. Na jižní straně je předsazena vstupní předsíň. Závěr je osvětlen jedním oknem na okapových stranách a jedním v průčelí výklenku. Obdélná okna jsou ukončena lomeným obloukem. Mezi okny z fasády vystupuje opěrný pilíř vnitřní klenby lodi. Kostel je zdoben pouze rohovou bosáží, fasády jsou bílé, střecha černá.

## Interiér
Interiér je velmi prostý. Loď a kněžiště jsou zaklenuty žebrovanými křížovými klenbami, v lodi dvě, v kněžišti jedna. Apsida má bosované nároží a je zakončená lomeným obloukem, pod gotickým oknem je dolomitový oltářní stůl. Nejvýznamnější výzdobou jsou středověké nástěnné malby, které byly objeveny v roce 1913. Malby zobrazují dvanáct apoštolů a byly částečně restaurovány v roce 1970. Na evangelijní straně v lodi pod vítězným obloukem je vyvýšená renesanční kazatelna z roku 1627. Je to jedna z nejstarších kazatelen v kraji Saaremaa, kterou vyrobil tesař Balthasar Raschky. Klasicistní oltář zhotovil v roce 1827 Nommen Lorentzen, mistr z Kuresaare. Oltářní obraz Kristus na kříži pochází z roku 1788. Do zdi byl vložen (jako stavební díl nad schodiště na kůr) lichoběžníkový náhrobek z 13. století.

## Galerie

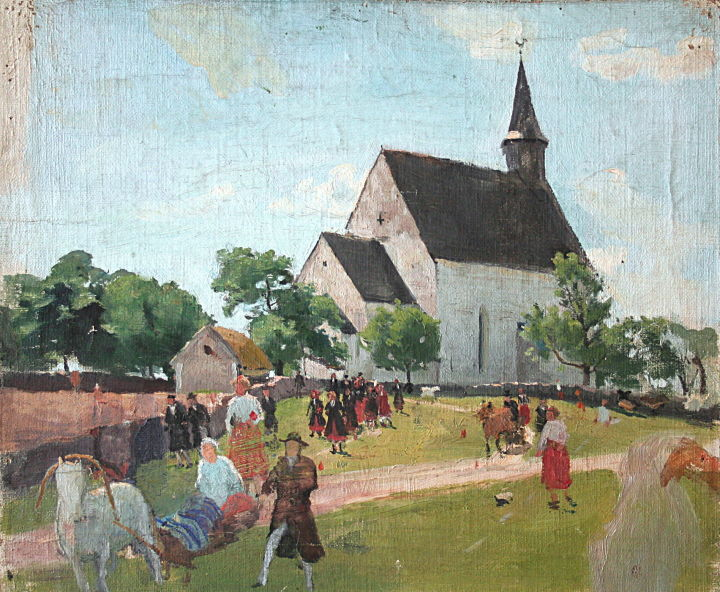
Obraz kostela z roku 1898 od malíře Paula Rauda
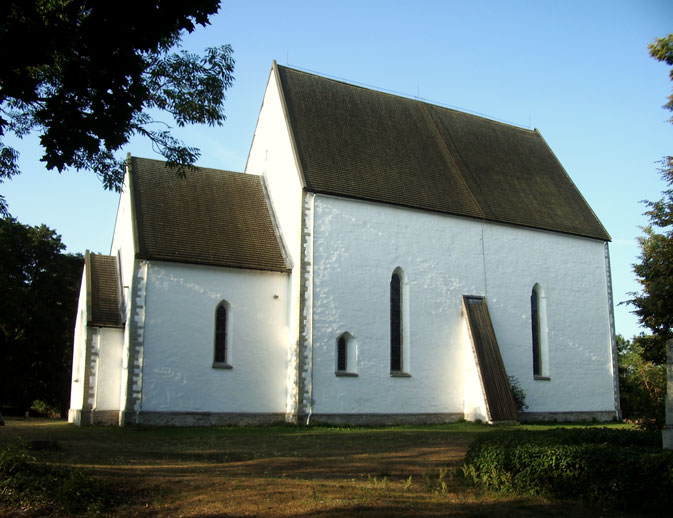
Severní okapová strana
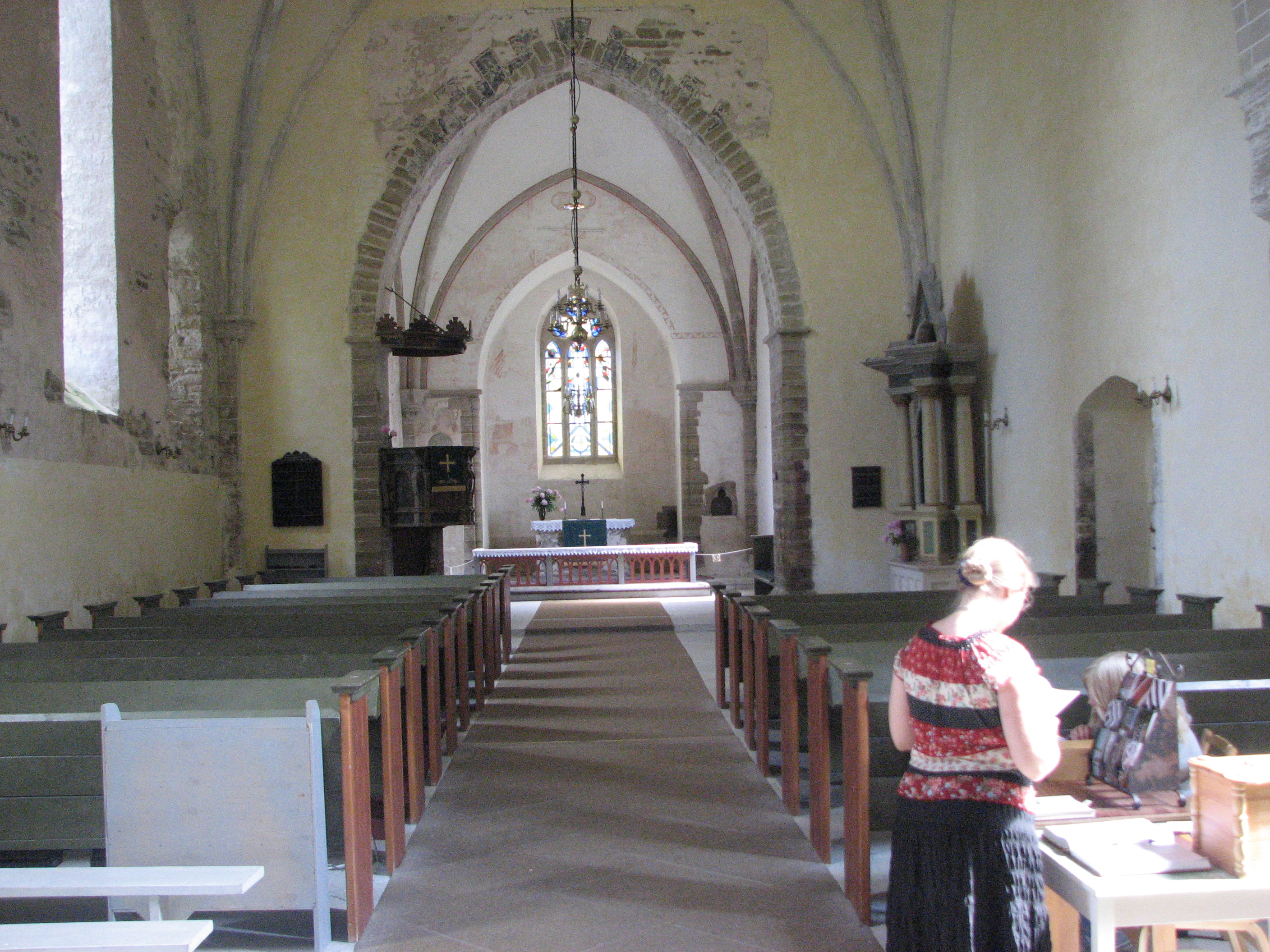
Pohled z lodi do kněžiště
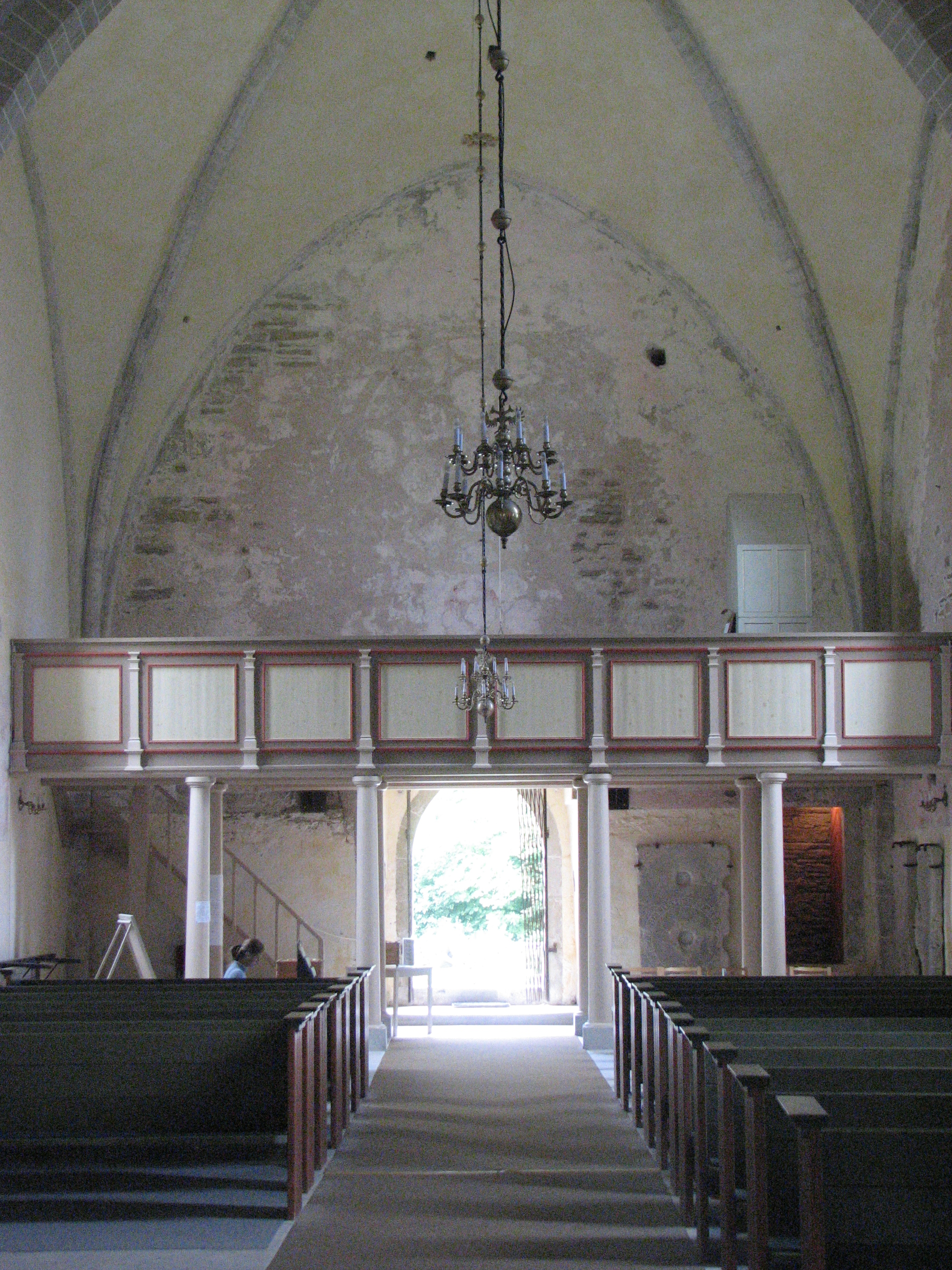
Kruchta
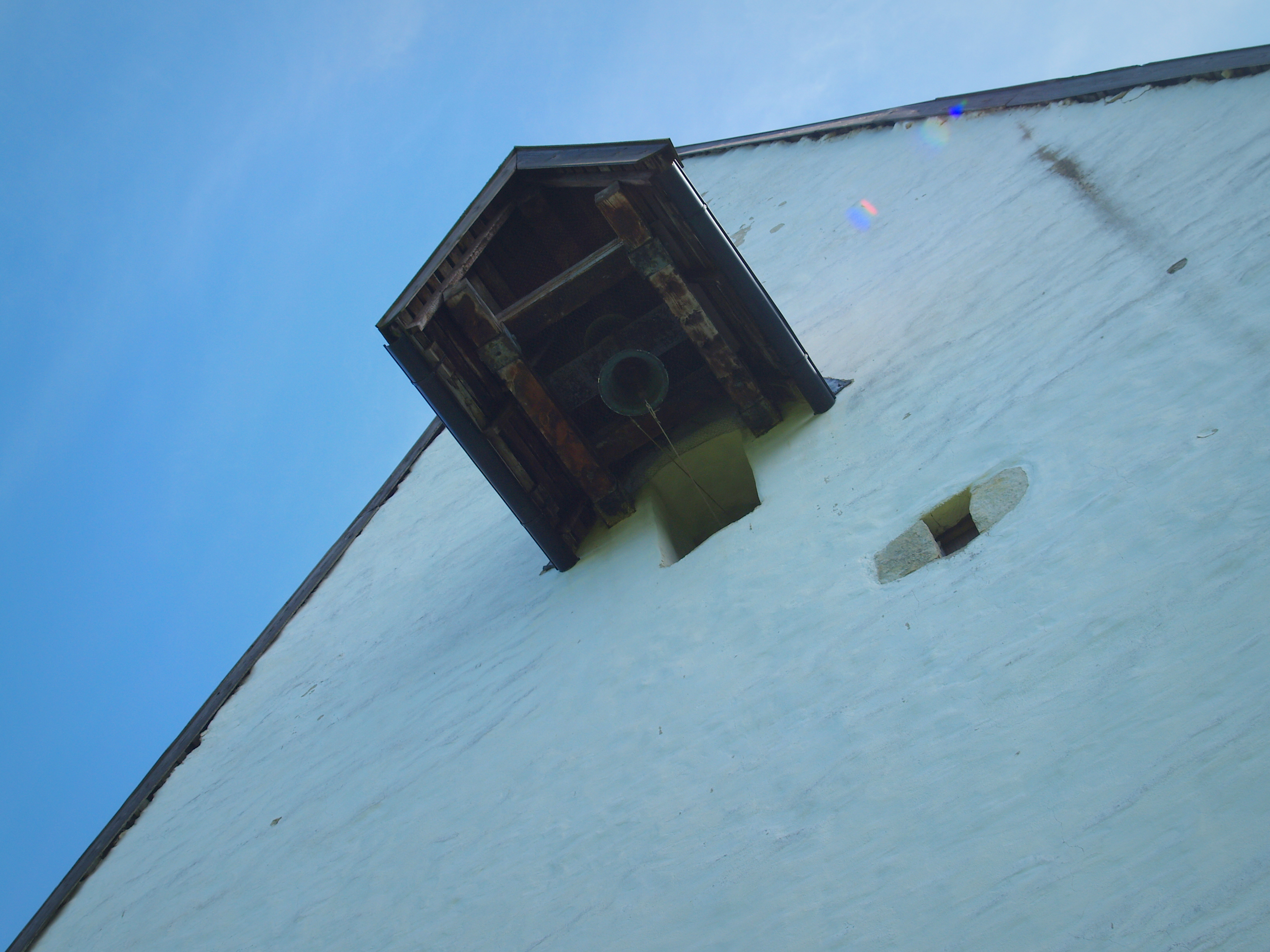
Zvon
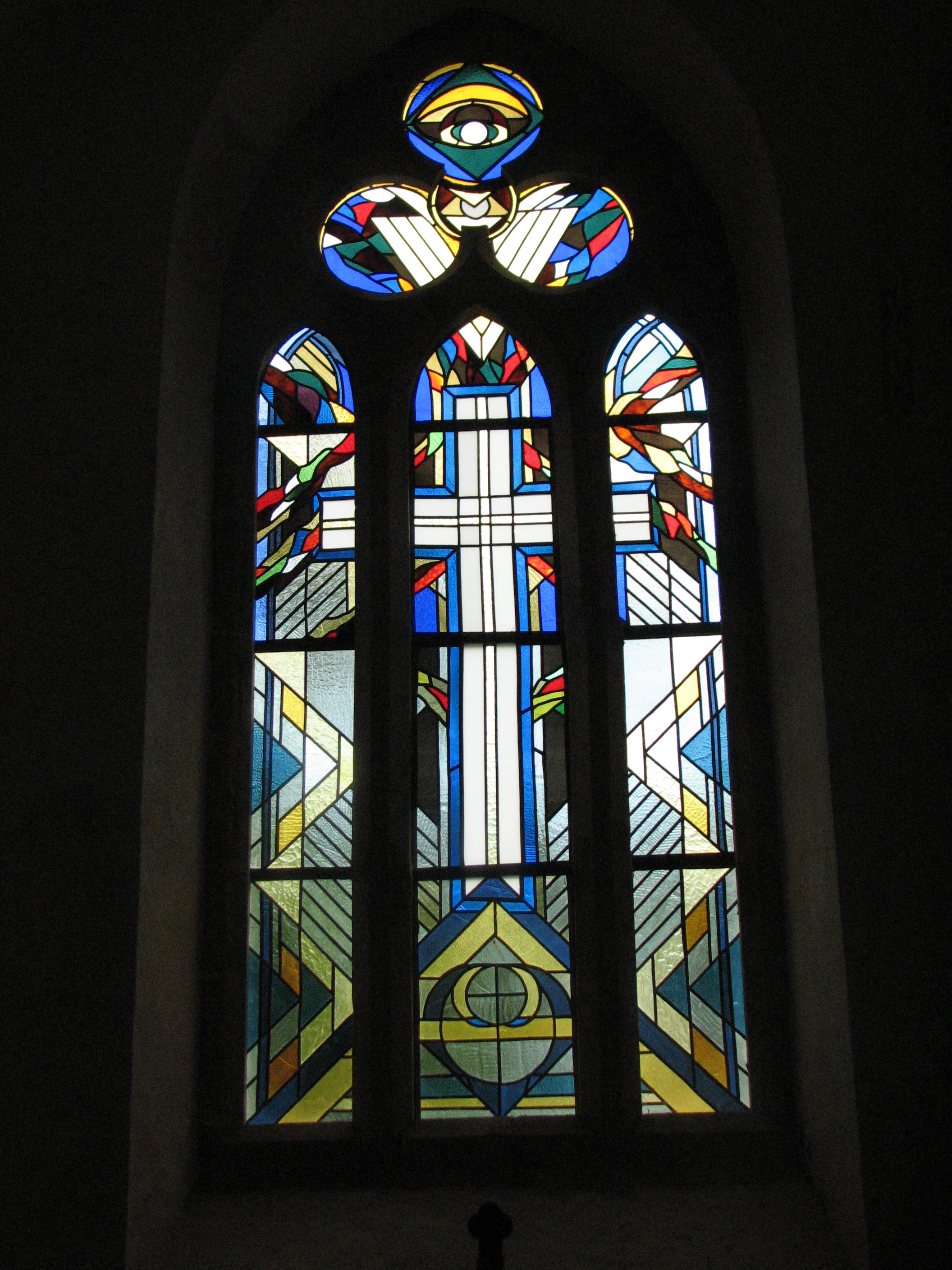
Vitráž v okně přístavku kněžiště
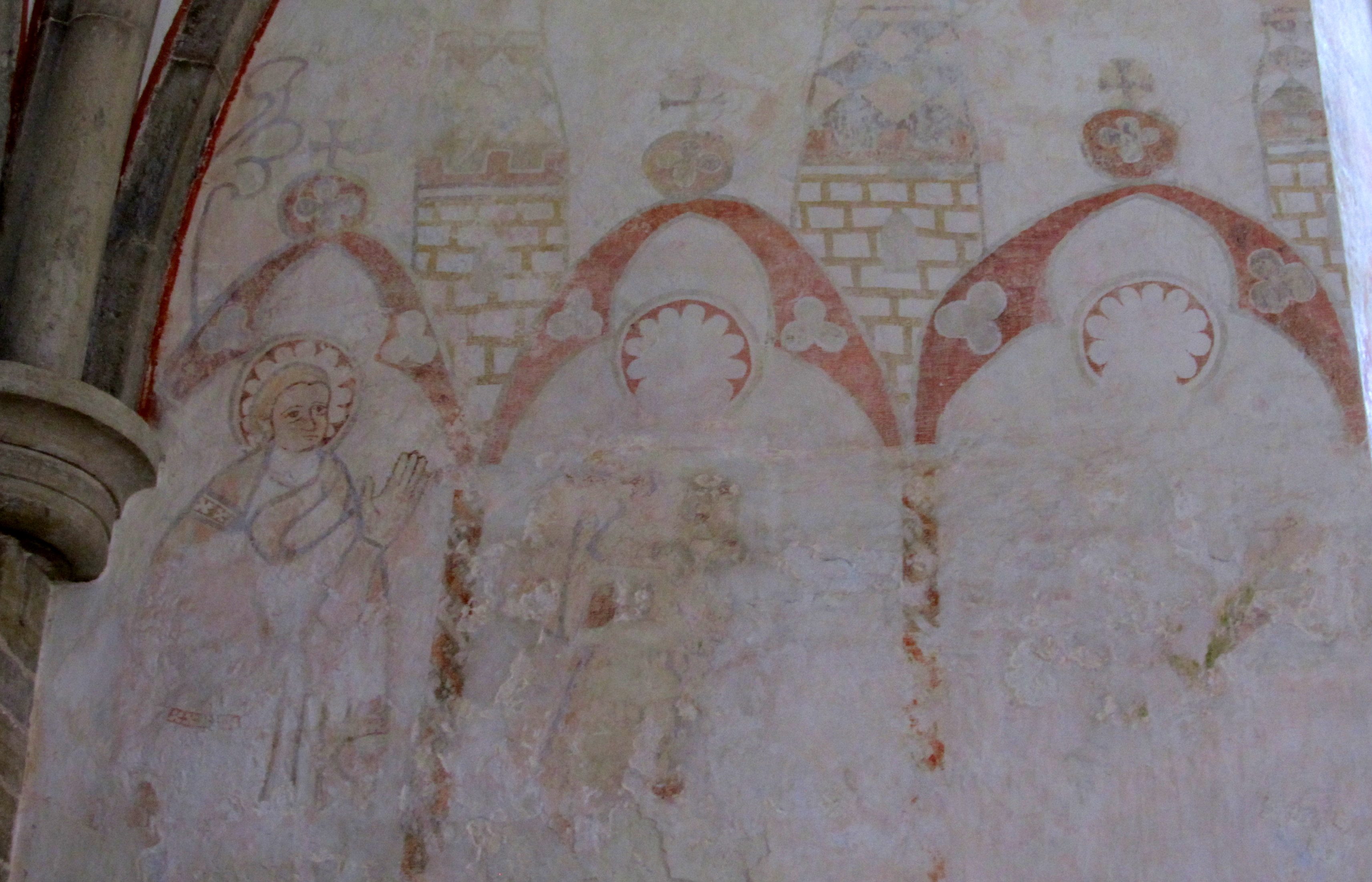
Fresky
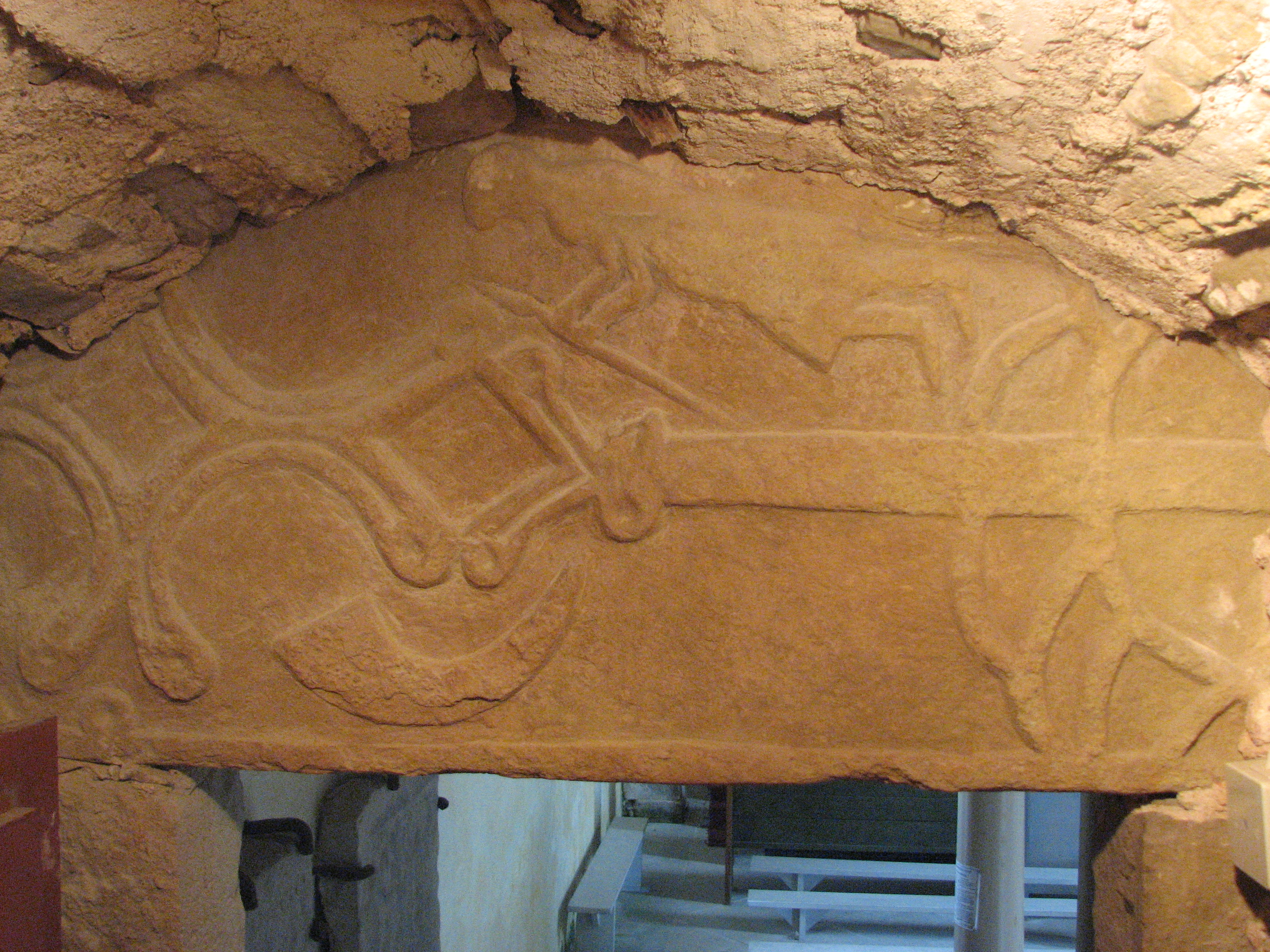
Náhrobek z 13. století jako stavební díl